# 박형만
박형만(1932년 8월 2일 - 2022년 12월 4일)은 대한민국 개신교의 장로이다. 1959년 남산시절부터 총신대학교 신학대학원의 교무과장으로 32년 동안 재직하였다. 상도동 소재의 상도제일교회를 장로로 섬겼으며 총신대학교를 졸업한 목사들에 의해 존경받는 인물로 평가받는다.
 신학자 박형용 박사의 친형이며 합동신학대학원대학교의 박바울교수의 큰 아버지이다. 박형만 장로와 그의 아내 강단예 권사의 자녀들로 큰 아들은 박범재 목사로 현재 서울 관악구에 위치한 성약교회의 담임목사로 봉직하고 있으며, 둘째 아들은 박명재 박사로 현재 경희대학교 의과대학 교수로 봉직하고 있고, 셋째 아들은 박선재로 미국에서 교회를 섬기면서 사업가로 활동하고 있다. 그리고 하나밖에 없는 딸 박경은 현재 대한예수교장로회 (합신) 총회 소속 교회인 화성교회의 담임목사인 이은수 목사의 사모로 남편의 목회를 돕고 있다.

## 생애
박형만 장로는 1932년 8월 2일 전라남도 보성군 회천면 율포리 (장목동)에서 태어났다. 부친은 박지선, 모친은 오옥금 사이에서 6녀 2남 중 세 번째 장남으로 태어났다. 박형만 장로의 부친과 모친은 자녀들을 사랑하고 형제자매를 늘 가까이 두고 사는 평범한 사람들로서 그 당시 유교에 충실한 분들이었다. 그런데 그 당시 순천에 본부를 둔 미국 남장로교회 (PCUS)의 파송을 받은 선교사들이 율포에 율포교회를 세운다. 율포교회는 대한민국 국회 부의장을 지내신 고 황성수 박사의 부친이신 황보익 목사와 인휴 (Hugh Linton) 선교사의 부친이신 인톤 (William Linton) 선교사, 그리고 보이열 (Boyle) 선교사의 도움으로 윤천수 집사(후에 장로로 장립 받음)가 기증한 밭에서 1927년 4월 1일에 설립되었다. 율포교회는 서울에서 총회신학교를 다니고 있는 전도사들이 주말에 내려와서 주일을 지키고 다시 서울로 가서 공부하는 상황으로 운영되었는데 박형만 장로는 그 때에 율포교회를 섬겼던 이순배 목사, 이기재 목사, 유춘식 목사 등이 율포교회를 섬길 때 신앙생활을 시작하였다. 박형만 장로는 총신대학교가 현재의 사당동으로 옮긴 후 교무과장으로 신학교를 섬겼다. 박형만 장로는 총신대학교의 위치가 사당동으로 정해짐으로 근처 사당동에 살집을 마련하여 살면서 상도동 소재의 상도제일교회를 장로로 섬겼다. 총신대학원을 졸업하고 목회 현장에서 사역하고 있는 수많은 목회자들이 한 결 같이 박형만 장로의 도움을 많이 받았다고 말하는 것을 듣는다. 박형만 장로는 많은 교육을 받지는 못했지만 그의 글씨체는 모든 사람을 놀라게 할 만큼 명필이었다. 그리고 1980년 합동신학교가 설립될 때 “바른 생각”을 가지고 교권에 휘둘리지 않은 박형만 장로는 그 당시 교권을 잡고 있었던 교회 리더들의 많은 핍박을 받았다. 박형만 장로는 결국 교무과장에서 면직되고 생활관에서 학교를 섬기다가 은퇴하게 된 것이다. 박형만 장로는 한 평생 남을 배려하는 마음으로 살았고, 특히 그가 교무과장으로 총신대학원을 섬길 때 가난하고 어려운 학생들의 편의를 많이 보아준 것으로 이름이 나 있다. 자신의 동생인 신학자 합동신학대학원대학교의 박형용 총장를 신학의 길에 입문하게 하였다.

## 같이 보기
- 총신대학교
- 박형용
- 대한민국의 장로 목록